# Northern Rivers
Northern Rivers é a região mais a nordeste do estado australiano de Nova Gales do Sul, localizada entre 590 quilômetros (370 milhas) e 820 quilômetros (510 milhas) ao norte da capital do estado, Sydney, e abrange as bacias hidrográficas e vales férteis do Clarence, rios Richmond e Tweed. Estende-se de Tweed Heads no norte (adjacente à fronteira de Queensland) até a extensão sul da bacia hidrográfica do rio Clarence, que fica entre Grafton e Coffs Harbour, e inclui as principais cidades de Tweed Heads, Byron Bay, Ballina, Kyogle, Lismore, Casino e Grafton. No ponto mais ao norte, a região fica a 102 quilômetros (63 milhas) ao sul-sudeste da capital de Queensland, Brisbane.